# Rio do Peixe (Paraíba)
Pour les articles homonymes, voir Rio do Peixe.
Le rio do Peixe (« rivière du Poisson » en portugais) est une rivière coulant à l'extrémité ouest de l'État de la Paraíba (Brésil), un affluent du rio Piranhas.

## Hydrologie
Le débit est extrêmement irrégulier : son maximum est d'environ 363 m3/s en avril et son minimum aux alentours de 8 m3/s pendant la saison sèche, entre juillet et décembre.
Ces longues périodes de maigres peuvent se prolonger plusieurs années en cas de sécheresse dans le Nordeste brésilien.

## Bassin

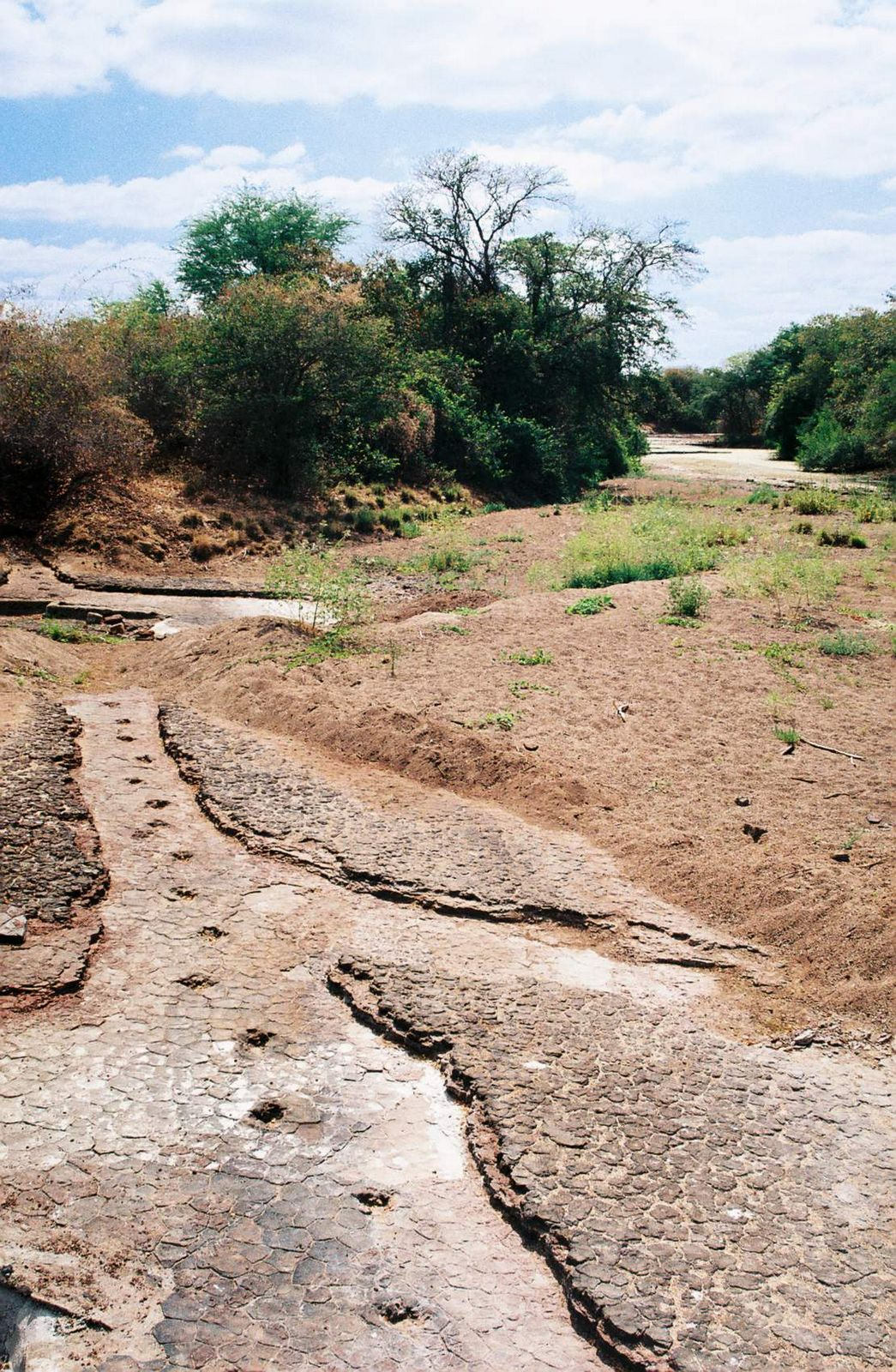
Piste fossilisée d'un carnosaure du Crétacé, dans le bassin du rio do Peixe.

Le bassin du rio do Peixe couvre 3 419 km2. Il est notamment connu pour son monument naturel Vale dos Dinossauros (pt) (« Vallée des Dinosaures ») qui comporte, sur plus de  1 730 km2, des centaines d'empreintes de pas de dinosaures datant du Crétacé. On y trouve des traces et des pistes fossilisées de plus de 80 espèces de dinosaures (surtout des théropodes) sur une vingtaine de niveaux stratigraphiques. La taille des empreintes varie de 5 cm (un dinosaure de la taille d'un poulet) à 40 cm (un iguanodon de 4 tonnes, 5 m de long et 3 de haut). L'une des pistes, en ligne droite sur 43 m, est la plus longue connue au monde. Ces empreintes sont vieilles d'au moins 143 millions d'années. On y trouve aussi des traces pétrifiées de gouttes de pluie, des plantes fossiles, des fragments d'os d'animaux préhistoriques et des peintures rupestres.